# Diplodocimorpha
Diplodocimorpha ("diplodokimorfové") byl početný klad sauropodních dinosaurů, žijících v období spodní jury až rané svrchní křídy (asi před 175 až 93 miliony let). Do této skupiny patří velmi známé a populární rody sauropodů, jako je Apatosaurus, Diplodocus, Dicraeosaurus, Rebbachisaurus a mnohé další.

## Popis

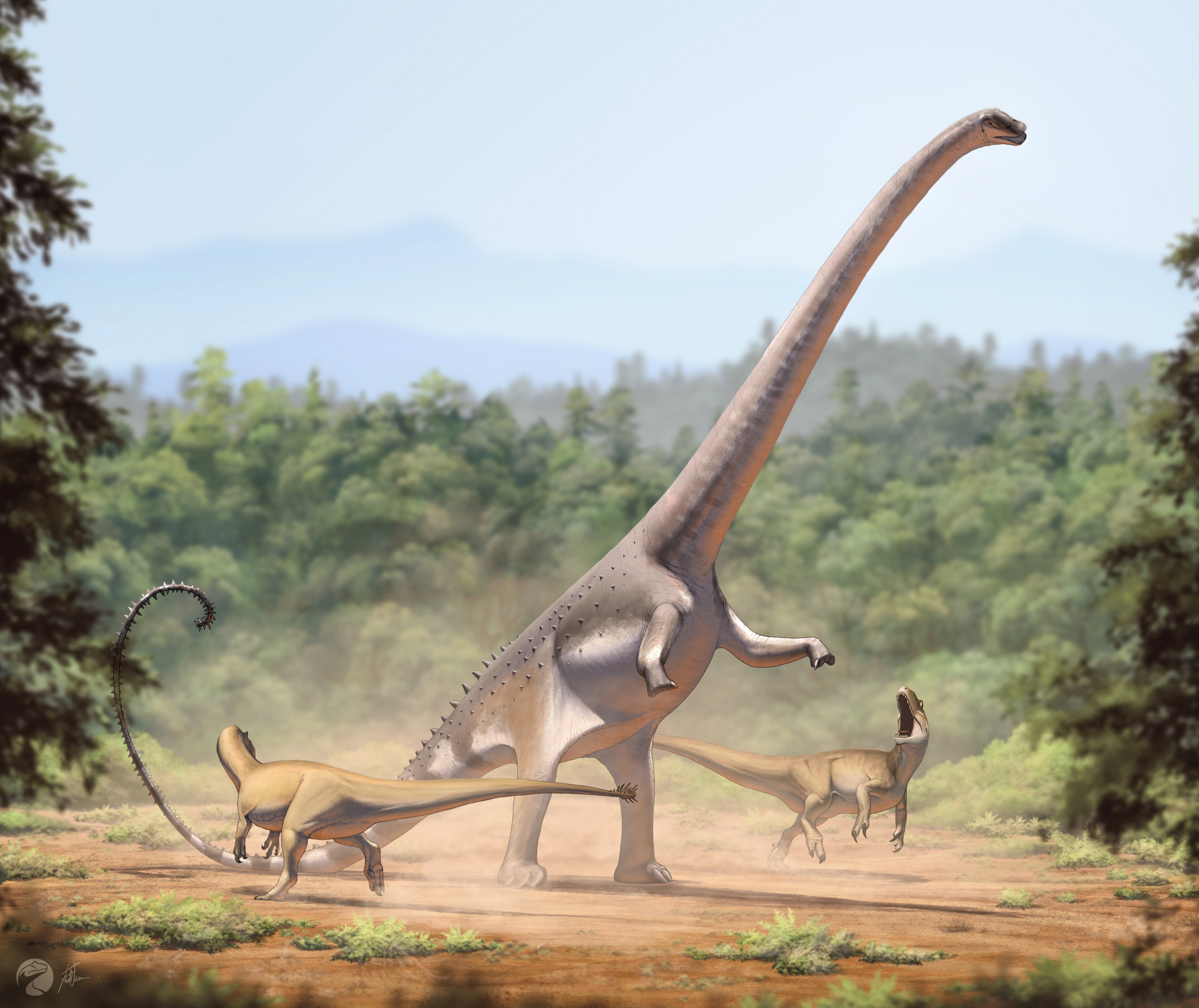
Barosaurus lentus, zástupce kladu. Na ilustraci při souboji s dravými alosaury.

Diplodocimorfové byli většinou relativně štíhle stavění a dlouzí sauropodi s velmi dlouhými krky a ocasy. Do tohoto kladu spadají tři čeledě sauropodů, Diplodocidae, Dicraeosauridae a Rebbachisauridae. První dvě jmenované pak společně tvoří klad Flagellicaudata. Tento klad byl stanoven v roce 1995 a jako validní (vědecky platný) znovu potvrzen v letech 2005 a 2015.
Někteří zástupci této skupiny dosahovali obřích rozměrů, například Diplodocus hallorum a Supersaurus vivianae mohli měřit na délku výrazně přes 30 metrů. Druh Supersaurus vivianae mohl být podle novějších zjištění dlouhý dokonce asi 39 až 42 metrů, což by z něho patrně činilo nejdelšího dosud známého obratlovce vůbec.

## Kladogram
|  | Cathartesaura |
|  |               |
|  | Limaysaurus   |
|  |               |

|  | Nigersaurus   |
|  |               |
|  | Demandasaurus |
|  |               |

|  | Cathartesaura |
|  |               |
|  | Limaysaurus   |
|  |               |

|  | Nigersaurus   |
|  |               |
|  | Demandasaurus |
|  |               |

|  | Cathartesaura |
|  |               |
|  | Limaysaurus   |
|  |               |

|  | Nigersaurus   |
|  |               |
|  | Demandasaurus |
|  |               |

|  | Cathartesaura |
|  |               |
|  | Limaysaurus   |
|  |               |

|  | Nigersaurus   |
|  |               |
|  | Demandasaurus |
|  |               |

|  | Cathartesaura |
|  |               |
|  | Limaysaurus   |
|  |               |

|  | Nigersaurus   |
|  |               |
|  | Demandasaurus |
|  |               |

|  | Cathartesaura |
|  |               |
|  | Limaysaurus   |
|  |               |

|  | Nigersaurus   |
|  |               |
|  | Demandasaurus |
|  |               |

|  | Cathartesaura |
|  |               |
|  | Limaysaurus   |
|  |               |

|  | Nigersaurus   |
|  |               |
|  | Demandasaurus |
|  |               |

|  | Cathartesaura |
|  |               |
|  | Limaysaurus   |
|  |               |

|  | Nigersaurus   |
|  |               |
|  | Demandasaurus |
|  |               |

|  | Cathartesaura |
|  |               |
|  | Limaysaurus   |
|  |               |

|  | Nigersaurus   |
|  |               |
|  | Demandasaurus |
|  |               |

|  | Cathartesaura |
|  |               |
|  | Limaysaurus   |
|  |               |

|  | Nigersaurus   |
|  |               |
|  | Demandasaurus |
|  |               |

|  | Cathartesaura |
|  |               |
|  | Limaysaurus   |
|  |               |

|  | Nigersaurus   |
|  |               |
|  | Demandasaurus |
|  |               |

|  | Cathartesaura |
|  |               |
|  | Limaysaurus   |
|  |               |

|  | Nigersaurus   |
|  |               |
|  | Demandasaurus |
|  |               |

|  | Cathartesaura |
|  |               |
|  | Limaysaurus   |
|  |               |

|  | Nigersaurus   |
|  |               |
|  | Demandasaurus |
|  |               |

|  | Cathartesaura |
|  |               |
|  | Limaysaurus   |
|  |               |

|  | Nigersaurus   |
|  |               |
|  | Demandasaurus |
|  |               |

|  | Cathartesaura |
|  |               |
|  | Limaysaurus   |
|  |               |

|  | Nigersaurus   |
|  |               |
|  | Demandasaurus |
|  |               |

|  | Cathartesaura |
|  |               |
|  | Limaysaurus   |
|  |               |

|  | Nigersaurus   |
|  |               |
|  | Demandasaurus |
|  |               |